# Liberi e Uguali
Liberi e Uguali (LeU) è stata una lista elettorale italiana di centro-sinistra e sinistra nata dall'alleanza tra i partiti Articolo Uno, Sinistra Italiana e Possibile, lanciata il 3 dicembre 2017 dall'uscente Presidente del Senato Pietro Grasso in vista delle elezioni politiche del 2018.
È stato anche il nome del relativo gruppo parlamentare presente sia alla Camera sia al Senato nella XVIII legislatura.

## Storia

### Nascita
Poco dopo la fondazione di Articolo 1 - Movimento Democratico e Progressista, il suo coordinatore Roberto Speranza ha discusso insieme a Giuseppe Civati (segretario di Possibile) e Nicola Fratoianni (segretario di Sinistra Italiana) l'opportunità di formare una coalizione di sinistra alternativa al centro-sinistra guidato da Matteo Renzi, al centro-destra e al Movimento 5 Stelle. Per qualche tempo Giuliano Pisapia, fondatore di Campo Progressista, è stato visto come un possibile capo politico congiunto della sinistra, ma alla fine lui stesso ha cambiato idea, cercando di allearsi col Partito Democratico, fallendo poco dopo nel tentativo di creare un'ampia coalizione di centro-sinistra. Nel frattempo Articolo 1-MDP dialoga con Rifondazione Comunista, Tomaso Montanari e Anna Falcone, capi politici dell'Alleanza Popolare per la Democrazia e l'Uguaglianza.
Nel novembre 2017 per le elezioni regionali siciliane i tre partiti di sinistra, insieme a Rifondazione Comunista e ad altre realtà, si sono uniti in una lista denominata 100 passi per la Sicilia con Claudio Fava candidato presidente. Fava ha ottenuto il 6,2% dei voti, la lista il 5,2% e solo Fava è stato eletto deputato regionale. A seguito delle elezioni regionali si consuma la frattura con Rifondazione Comunista, la quale dà vita con altre forze radicali alla lista Potere al Popolo! mentre avviene il definitivo distacco tra PD e MDP assieme a un decisivo avvicinamento tra questi ultimi, Sinistra Italiana e Possibile.

### Fondazione della lista
Il 3 dicembre 2017 nel corso di un'assemblea di delegati a Roma l'alleanza di sinistra è stata ufficialmente fondata come Liberi e Uguali e Pietro Grasso, presidente del Senato uscente e già procuratore antimafia, eletto nel 2013 nelle liste del Partito Democratico, è stato proclamato capo politico del progetto politico e candidato presidente del Consiglio per le elezioni politiche del 2018. Alcune settimane più tardi anche Laura Boldrini, Presidente della Camera dei deputati uscente e già funzionaria dell'UNHCR per il Sud Europa, eletta nel 2013 come indipendente in Sinistra Ecologia Libertà, aderisce a LeU essendo SEL confluito in Sinistra Italiana. Il 20 dicembre seguente i gruppi parlamentari della Camera Articolo 1 - Movimento Democratico Progressista e Sinistra Italiana – Sinistra Ecologia Libertà - Possibile aggiungono la dicitura Liberi e Uguali al proprio nome. Analoga scelta viene compiuta anche al Senato. Hanno aderito a LeU anche Rossella Muroni (ex presidente di Legambiente) e Felice Besostri (costituzionalista impegnato assieme all'avvocato Anna Falcone, anch'essa candidata con LeU, nella campagna per il no al referendum costituzionale del 2016). La lista ottiene anche il sostegno dei Socialisti in Movimento (movimento fondato da Roberto Biscardini nel marzo 2017 e contrario alle politiche troppo allineate al governo del Partito Socialista Italiano) e dell'Area Socialista di Bobo Craxi. Aderiscono anche i Verdi del Sudtirolo/Alto Adige. Sostegno alla lista è giunto anche da Rossana Rossanda. A livello internazionale si registra il supporto di José Mujica. Jeremy Corbyn, segretario dei laburisti britannici e maggiore ispiratore di LeU (che dal partito inglese trae lo slogan elettorale: «Per i molti non per i pochi») ha altresì espresso la propria vicinanza al movimento.

### Elezioni politiche, regionali e amministrative del 2018
Il 4 marzo 2018 per le elezioni politiche LeU si attesta poco sopra il 3% dei voti. Alla Camera ottiene il 3,39% dei voti e 14 seggi, di cui 7 di MDP (Pier Luigi Bersani, Roberto Speranza, Federico Fornaro, Nico Stumpo, Guglielmo Epifani, Michela Rostan e Federico Conte), 3 di Sinistra Italiana (Nicola Fratoianni, Stefano Fassina ed Erasmo Palazzotto), 1 di Possibile (Luca Pastorino) e 3 indipendenti (Laura Boldrini, ex SI; Rossella Muroni, ex presidente nazionale di Legambiente; Giuseppina Occhionero, ex assessore al comune di Campomarino). Al Senato ottiene il 3,28% dei voti ed elegge 4 senatori, di cui 2 di MDP (Vasco Errani e Francesco Laforgia), 1 di SI (Loredana De Petris) e 1 indipendente (Pietro Grasso, ex PD).
Il 28 marzo creano all'interno del Gruppo misto la componente di LeU che alla Camera comprende 14 deputati e 4 al Senato.
Alle elezioni regionali del Lazio tenute sempre il 4 marzo LeU ha ottenuto il 3,48% eleggendo un deputato regionale, sostenendo la coalizione di centro-sinistra del riconfermato presidente Nicola Zingaretti. Tuttavia Possibile e Sinistra Italiana criticano duramente la scelta di sostenere un candidato appartenente al Partito Democratico e nelle elezioni regionali in Lombardia LeU ha corso autonomamente e ha ottenuto il 2,12% con il suo candidato Onorio Rosati, non riuscendo ad eleggere alcun consigliere.
Alle elezioni regionali del Molise del 20 aprile la lista di LeU partecipa a sostegno del candidato di centro-sinistra Carlo Veneziale dove ottiene il 3,29% e nessun eletto.
Alle elezioni regionali del Friuli-Venezia Giulia del 29 aprile MDP si associa alla lista Open Sinistra FVG che sostiene il candidato Sergio Bolzonello mentre SI e Possibile non partecipano; con il 2,78% viene eletto un consigliere.

### Sviluppi successivi alle elezioni
Il 17 marzo Giuseppe Civati e tutta la segreteria di Possibile rassegnano le proprie dimissioni criticando aspramente il risultato elettorale e l'intera formazione.
Il 9 aprile l'ufficio di presidenza della Camera dei deputati permette a LeU di formare un gruppo parlamentare autonomo che viene composto di 14 deputati.
Il 14 e il 15 aprile l'assemblea di Sinistra Italiana respinge le dimissioni del segretario Nicola Fratoianni e incoraggia l'inizio della fase costituente di LeU in tempi brevi.
Dal 7 all'11 maggio con il voto del Congresso nazionale si elegge il nuovo segretario nazionale di Possibile tra le due candidature di David Tozzo e Beatrice Brignone, con quest'ultima, più critica all'alleanza, eletta segretaria con il 73% dei voti.
Il 12 maggio si svolge l'assemblea di Articolo 1 - Movimento Democratico e Progressista (denominata Restart) alla quale partecipano anche esponenti della minoranza del Partito Democratico, tra cui Andrea Orlando e Gianni Cuperlo, oltre che lo stesso Fratoianni e il presidente della Toscana Enrico Rossi. La relazione presentata dal coordinatore Roberto Speranza conferma l'intenzione di andare avanti nel progetto e di dare il via alla sua fase costituente già a partire dalla fine dello stesso mese di maggio. La relazione è sostenuta anche da Sinistra Italiana ed è confermata all'unanimità. Il 26 maggio a Roma si svolge l'Assemblea Costituente alla presenza dei tre partiti politici e di indipendenti che in ordine del giorno approvato all'unanimità decidono:
1. La costituzione di un organismo provvisorio nazionale che rispetti la parità di genere e il pluralismo e sia aperto all'apporto anche di singole personalità.
2. La costituzione di analoghi organismi provvisori a livello territoriale.
3. La realizzazione del percorso in due fasi: la prima da concludersi entro il mese di settembre 2018, di definizione del profilo politico-culturale di fondo, mediante il voto su tesi degli aderenti al percorso; la seconda, come vera e propria stagione congressuale da concludersi entro il 2018, che individui linea politica e organi dirigenti di Liberi e Uguali.
4. L’attribuzione della piena titolarità del simbolo di Liberi e Uguali alle decisioni democratiche della fase costituente.
5. La realizzazione di campagne politiche nazionali e tavoli tematici che rilancino il progetto, ispirando e supportando l'attività parlamentare.

Possibile si tira indietro, ma permette agli altri di continuare.
Il 13 giugno in una nota Pietro Grasso comunica le date che avrebbero dovuto scandire il processo costituente di LeU: 
1. A fine giugno la nascita del Comitato promotore nazionale.
2. Dal 1º luglio al 30 settembre la costituzione dello stesso comitato a livello territoriale, alle adesioni individuali al percorso e alla discussione sulle tesi fondamentali del soggetto politico.
3. Entro il 10 ottobre la votazione sul Manifesto delle Idee ed entro lo stesso mese l'avvio del periodo congressuale.
4. Entro il 15 dicembre si dovrà svolgere il congresso fondativo.

Il 14 giugno la segretaria di Possibile Beatrice Brignone fa sapere che il suo partito non avrebbe aderito al progetto, considerato fallimentare dato il risultato elettorale.
Il 29 giugno vengono nominati i componenti del Comitato Promotore Nazionale, tra i quali alcuni esponenti di Possibile dell'area Reinventare la Sinistra di David Tozzo in dissenso con la maggioranza del loro partito.
A luglio l'ex presidente della Camera Laura Boldrini decide di uscire dal progetto pur restando nel gruppo parlamentare. Ad agosto l'ex candidato segretario nazionale di Possibile David Tozzo annuncia in un'intervista che il suo gruppo avrebbe aderito a Liberi e Uguali.
Vista l'apparente immobilità del progetto il 10 ottobre la direzione di Sinistra Italiana lancia un ultimatum agli altri componenti di LeU affinché si crei per le elezioni europee del 2019 una lista che appoggi altre sigle della sinistra radicale (in particolare Democrazia Autonomia, movimento del sindaco di Napoli Luigi de Magistris, che dal 2017 si è costituito in partito) in modo da mantenere in vita il progetto, criticando inoltre l'eccessiva attenzione di MDP dimostrata nei confronti della fase congressuale del PD.
Nei primi di ottobre l'ex presidente di Legambiente Rossella Muroni dichiara di uscire dal percorso di fondazione di LeU, non condividendo alcune linee. Anche lei però come Laura Boldrini resta comunque nel gruppo parlamentare.
Il 12 ottobre Pietro Grasso sul sito di LeU pubblica otto punti programmatici del Manifesto di valori di Liberi e Uguali proponendo ai soci fondatori di appoggiarli e se ci saranno dei contrari dovranno abbandonare il progetto e lasciar proseguire gli altri.
Il 19 ottobre il Coordinamento di MDP decide di non liquidare il progetto auspicando tempi brevi per il congresso fondativo.

### Fase costituente ed elezioni regionali del 2019
Il 27 ottobre 2018 l'assemblea nazionale di Sinistra Italiana in contrasto con la linea di MDP decide di lasciare l'alleanza e auspica invece un nuovo soggetto unitario e antiliberista allargato probabilmente a De Magistris, nonostante l'invito da parte di MDP al confronto in sede di congresso. Il 3 novembre si autoconvocano numerosi comitati territoriali di LeU per rilanciare a dispetto dell'inerzia e le divergenze dei partiti originari contraenti del progetto politico Liberi e Uguali (MDP, Possibile e Sinistra Italiana) e con l'appoggio di Pietro Grasso, dell'area Reinventare la Sinistra di David Tozzo e poi del senatore Francesco Laforgia, per andare comunque avanti con la fase costituente in soggetto partitico, da rilanciare in un'assemblea nazionale prevista a Roma il 24 novembre. Le richieste formalmente formulate in un documento sono:
1. Al presidente Grasso, in qualità di rappresentante politico di Liberi e Uguali, nonché figura di garanzia di tutti i militanti ed elettori che hanno riposto la loro fiducia al nostro simbolo e alle nostre liste elettorali, e alla luce delle decisioni prese da Possibile, Sinistra Italiana, e MDP, di assumere da sé la decisione di procedere ad avviare il processo costituente a suo tempo annunciato, nelle forme e nei metodi che verranno decisi insieme ai protagonisti di questa nuova fase politica.
2. Al presidente Grasso di intervenire sui soggetti sottoscrittori, affinché, nell'arco di poche settimane, liberino il simbolo per restituirlo nelle mani dei suoi elettori.
3. Al presidente Grasso, affinché, in caso di risposta negativa da parte di uno o più contraenti, proceda a registrare un nuovo simbolo che faccia esplicito riferimento a Liberi e Uguali, al fine di permettere a tutti noi, di procedere ad avviare la fase costituente del nuovo soggetto politico senza ulteriori ritardi e ripensamenti dell’ultima ora.
4. Ai soggetti politici organizzati che intendono far parte del processo costituente, a partire dai contenuti del Manifesto di Liberi e Uguali diffuso il 12 ottobre, di sciogliere le rispettive organizzazioni all'avvio del processo stesso.

Il 10 novembre il coordinamento nazionale di MDP decide di abbandonare il progetto di LeU, affermando di non condividere la linea dei comitati di non fare un congresso e lanciando per il 16 dicembre 2018 un'assemblea aperta per la creazione di un nuovo partito, definito rosso-verde, con idee socialiste ed ecologiste. Ciononostante la base del movimento ha deciso di procedere ugualmente con la fase costituente del futuro partito politico, dandosi appuntamento all'assemblea nazionale dei comitati territoriali, che si è svolta a Roma il 24 novembre 2018.
Il 12 gennaio 2019 il comitato della Rete dei Territori decide di procedere con la costruzione di LeU annunciando:
1. Il ritorno all'interno del progetto di Sinistra Italiana, uscita ad ottobre perché in contrasto con MDP.
2. L'inizio della fase costituente entro marzo.
3. La convocazione di un'assemblea per la fine di gennaio per stabilire i tempi del congresso fondativo.

Il 31 gennaio il coordinamento dei comitati di LeU, alla presenza dei parlamentari Francesco Laforgia e Luca Pastorino, vista la disponibilità di SI, decide di procedere alla creazione di un'associazione (entro febbraio) per facilitare la nascita del partito unitario (entro il mese di marzo).
Alle regionali in Abruzzo del 10 febbraio la lista Progressisti – Liberi e Uguali sostiene Giovanni Legnini, sconfitto dal candidato del centro-destra, ma ottenendo il 2,77% non riesce a ottenere alcun seggio.
Alle regionali in Sardegna del 24 febbraio Liberi e Uguali Sardigna sostiene invece il sindaco di Cagliari Massimo Zedda, candidato del centro-sinistra, raccogliendo il 3,8% con due eletti.
Il 23 febbraio si svolge a Roma un'assemblea dove si forma un Comitato costituente provvisorio e si decide che entro la fine di marzo si crei un nuovo manifesto dei valori, un nuovo simbolo e un nuovo nome. All'assemblea ha partecipato anche Lorenzo Marsili, fondatore di Diem25 Italia, oltre a Luca Pastorino, Francesco Laforgia, Nicola Fratoianni e Rossella Muroni.

### Corsa separata alle elezioni europee del 2019 e partecipazione al Governo Conte II
Il 10 febbraio 2019 viene lanciata una proposta di collaborazione con DiEM25 e la sua lista transnazionale Primavera Europea. Tuttavia Diem25 decide di non partecipare, ma gli autoconvocati di LeU, che sarebbe l'Associazione #PeriMolti, decide di partecipare nella lista La Sinistra composta da Sinistra Italiana e Rifondazione Comunista. Il progetto di LeU tramonta così definitivamente anche perché Possibile si allea con i Verdi mentre i candidati di Articolo 1 vengono inseriti nelle liste del PD guidato da Nicola Zingaretti e non più da Matteo Renzi.
Il 13 aprile 2019 gli autoconvocati di LeU e i parlamentari Francesco Laforgia e Luca Pastorino lanciano ÉViva - Primavera Europea, chiudendo di fatto l'esperienza di LeU, anche se il gruppo parlamentare rimane lo stesso per la legislatura in corso. Del resto, l'utilizzo del simbolo di LeU richiederebbe l'esplicito assenso di Grasso e di tutti e tre i rappresentanti legali di Sinistra Italiana, MDP e Possibile.
Ad agosto 2019 crescono le tensioni all'interno della coalizione a sostegno del primo governo di Giuseppe Conte, portando all'emissione di una mozione di sfiducia da parte della Lega. Durante la successiva crisi di governo, il consiglio nazionale del PD si apre ufficialmente alla possibilità di formare un nuovo governo in una coalizione con il M5S, basato su europeismo, economia verde, sviluppo sostenibile, lotta contro le disuguaglianze economiche e una nuova politica di immigrazione. Il partito afferma che Conte può continuare ad essere premier del nuovo governo e il 29 agosto il presidente Mattarella incarica Conte di farlo. In precedenza i gruppi LeU avevano già annunciato il loro possibile sostegno al secondo governo di Conte, che si concretizzò a settembre con la nomina di Roberto Speranza a Ministro della salute.
Nel Governo sono espressione di LeU anche Cecilia Guerra (in quota Articolo Uno), sottosegretaria al ministero dell'Economia, e Peppe De Cristofaro (in quota Sinistra Italiana), sottosegretario all'Istruzione.
Intanto l'11 settembre aderisce alla componente del Misto Paola Nugnes in uscita dal M5S a giugno 2019. Il 24 settembre Laura Boldrini lascia il gruppo di LeU alla Camera per aderire al PD. Il 25 ottobre anche la deputata Giuseppina Occhionero lascia il gruppo per passare a Italia Viva di Matteo Renzi, il 18 febbraio 2020 anche Michela Rostan lascia il gruppo per IV. Il 27 ottobre 2020 aderisce al gruppo la deputata Rina De Lorenzo in uscita dal M5S. Il 12 gennaio 2021 aderisce al gruppo la senatrice Elena Fattori uscita nel 2019 dal M5S.

### Partecipazione al Governo Draghi
Con la crisi del Conte II, si forma ed entra in carica il governo Draghi, nel quale viene confermato Roberto Speranza al Ministero della salute. Il deputato Nicola Fratoianni e le senatrici Paola Nugnes e Elena Fattori votano però contro a differenza degli altri componenti.
Il 3 marzo 2021 Rossella Muroni lascia il gruppo per aderire al Misto.
Il 28 aprile le ex pentastellate Paola Nugnes ed Elena Fattori. iscritte a Sinistra Italiana, lasciano la componente; il giorno successivo aderiscono Sandro Ruotolo e l'ex MAIE Maurizio Buccarella con la conseguente modifica del nome della componente in Liberi e Uguali-Ecosolidali. Alla Camera dei Deputati mantiene la denominazione originale.
Il 7 giugno viene a mancare Guglielmo Epifani; essendo eletto in un collegio plurinominale gli subentra senza elezioni suppletive Maria Flavia Timbro di Articolo Uno.
Il 12 luglio aderisce al gruppo Devis Dori proveniente dal gruppo del Movimento 5 Stelle, iscrivendosi ad Articolo Uno qualche giorno dopo. Il 23 gennaio 2022, in vista dell'elezione del Presidente della Repubblica, Dori lascia LeU e Art. 1 e aderisce alla nuova componente Europa Verde, insieme ai suoi colleghi ex-M5S.
A marzo 2022 Erasmo Palazzotto lascia il gruppo di LeU alla Camera per aderire al PD.
Cambia nome il 20 luglio 2022 poco prima dello scioglimento delle Camere in "Liberi e Uguali - Articolo 1 - Sinistra Italiana".

### Elezioni politiche del 2022
A seguito delle dimissioni del governo Draghi il 21 luglio 2022, il Presidente della Repubblica ha sciolto le camere con 8 mesi di anticipo dando così inizio all'iter per le elezioni politiche anticipate da tenersi domenica 25 settembre.
In vista della consultazione elettorale, le due componenti fondamentali del gruppo Liberi e Uguali hanno scelto strade distinte: Articolo 1 ha deciso di confluire nella lista Partito Democratico - Italia Democratica e Progressista, mentre Sinistra Italiana si è alleata ad Europa Verde dando vita all'Alleanza Verdi e Sinistra. Sia PD-IDP sia AVS erano comunque parte della coalizione di centro-sinistra. Articolo 1 ha poi eletto cinque deputati (sui 69 della lista) e nessun senatore (sui 40 di PD-IDP), mentre SI ha eletto quattro deputati (sui 12 della propria lista) e due senatori sui quattro di AVS.
Il gruppo parlamentare LeU termina la propria esistenza il 12 ottobre 2022, contestualmente alla fine della XVIII legislatura.

## Nelle istituzioni

### Camera dei deputati
Gruppo Liberi e Uguali - Articolo 1 - Sinistra Italiana
| XVIII Legislatura |
| ----------------- |
| 10 deputati       |

- Pier Luigi Bersani
- Roberto Speranza
- Federico Fornaro (presidente)
- Nico Stumpo
- Nicola Fratoianni
- Stefano Fassina
- Maria Flavia Timbro
- Luca Pastorino
- Federico Conte
- Rina De Lorenzo

### Senato della Repubblica
Gruppo misto – Liberi e Uguali-Ecosolidali
| XVIII Legislatura |
| ----------------- |
| 6 senatori        |

- Pietro Grasso
- Vasco Errani
- Francesco Laforgia
- Loredana De Petris (presidente del Gruppo misto)
- Sandro Ruotolo
- Maurizio Buccarella

### Parlamento europeo
Gruppo Alleanza Progressista dei Socialisti e dei Democratici e Gruppo Sinistra Unitaria Europea/Sinistra Verde Nordica (2014-2019)
| VIII legislatura |
| ---------------- |
| 5 eurodeputati   |

- Sergio Cofferati
- Pier Antonio Panzeri
- Massimo Paolucci
- Flavio Zanonato
- Curzio Maltese
- Elly Schlein

### Presidenti del Senato
- Pietro Grasso (3 dicembre 2017 - 22 marzo 2018)

### Presidenti della Camera dei deputati
- Laura Boldrini (3 dicembre 2017 - 22 marzo 2018)

### Governi
- Governo Conte II
  - Roberto Speranza (Art.1), Ministro della Salute (5 settembre 2019 – 13 febbraio 2021)
  - Maria Cecilia Guerra (Art.1), Sottosegretaria di Stato al Ministero dell'economia e delle finanze (13 settembre 2019 – 13 febbraio 2021)
  - Giuseppe De Cristofaro (SI), Sottosegretario di Stato al Ministero dell'istruzione, dell'università e della ricerca (13 settembre 2019 - 9 gennaio 2020), al Ministero dell'istruzione (10 gennaio 2020 - 9 agosto 2021), al Ministero dell'università e della ricerca (9 agosto 2021 - 13 febbraio 2021)
- Governo Draghi
  - Roberto Speranza (Art.1), Ministro della Salute (13 febbraio 2021 – 22 ottobre 2022)
  - Maria Cecilia Guerra (Art.1), Sottosegretaria di Stato al Ministero dell'economia e delle finanze (24 febbraio 2021 – 22 ottobre 2022)

## Composizione del movimento politico
| Partito | Partito                        | Ideologia                            | Capo politico               | Periodo                                                 |
| ------- | ------------------------------ | ------------------------------------ | --------------------------- | ------------------------------------------------------- |
|         | Sinistra Italiana (SI)         | Socialismo democratico Ecosocialismo | Nicola Fratoianni           | 3 dicembre 2017 – 13 aprile 2019 a livello elettorale   |
|         | Articolo 1 (Art.1)             | Socialdemocrazia                     | Roberto Speranza            | 3 dicembre 2017 – 10 novembre 2018 a livello elettorale |
|         | Possibile (Pos)                | Progressismo Ambientalismo           | Giuseppe Civati             | 3 dicembre 2017 – 26 maggio 2018                        |
|         | Verdi del Sudtirolo/Alto Adige | Ambientalismo                        | Hans Heiss e Brigitte Foppa | 3 dicembre 2017 – 10 novembre 2018 a livello elettorale |

## Composizione del gruppo parlamentare a fine legislatura
| Partito | Partito               | Deputati | Senatori |
| ------- | --------------------- | -------- | -------- |
|         | Articolo Uno          | 7        | 1        |
|         | Sinistra Italiana     | 1        | 0        |
|         | èViva                 | 1        | 1        |
|         | Patria e Costituzione | 1        | 0        |
|         | Indipendenti          | 0        | 4        |

## Simboli

Logo dell'alleanza
Simbolo elettorale utilizzato in occasione delle elezioni politiche italiane 2018

## Risultati elettorali
| Elezione       | Elezione | Voti      | %    | Seggi    |
| -------------- | -------- | --------- | ---- | -------- |
| Politiche 2018 | Camera   | 1.113.969 | 3,39 | 14 / 630 |
| Politiche 2018 | Senato   | 990.500   | 3,28 | 4 / 315  |